# American Association of Variable Star Observers
Die American Association of Variable Star Observers (AAVSO) ist eine US-amerikanische Vereinigung zur Untersuchung von veränderlichen Sternen. Der Verein wurde im Jahre 1911 gegründet.

## Zweck
Die AAVSO sammelt, analysiert, publiziert und archiviert Beobachtungsdaten von veränderlichen Sternen. Ein großer Anteil der Daten geht dabei auf Beobachtungen von Amateurastronomen zurück. Dies ist entscheidend, da die Beobachtung dieser Sterne auch heute noch zeitaufwändig ist und professionelle Astronomen oft nicht genügend Zeit haben, Sterne über eine längere Zeit zu beobachten. Entscheidend bei veränderlichen Sternen ist der Verlauf der Lichtkurve über eine längere Zeit, woraus Rückschlüsse über die Prozesse in den Sternen gezogen werden können.

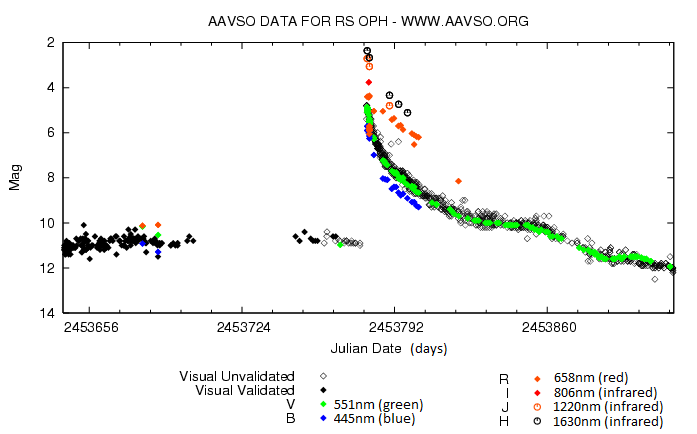
RS Ophiuchi – AAVSO-Lichtkurve eines Helligkeitsausbruchs im Jahre 2005

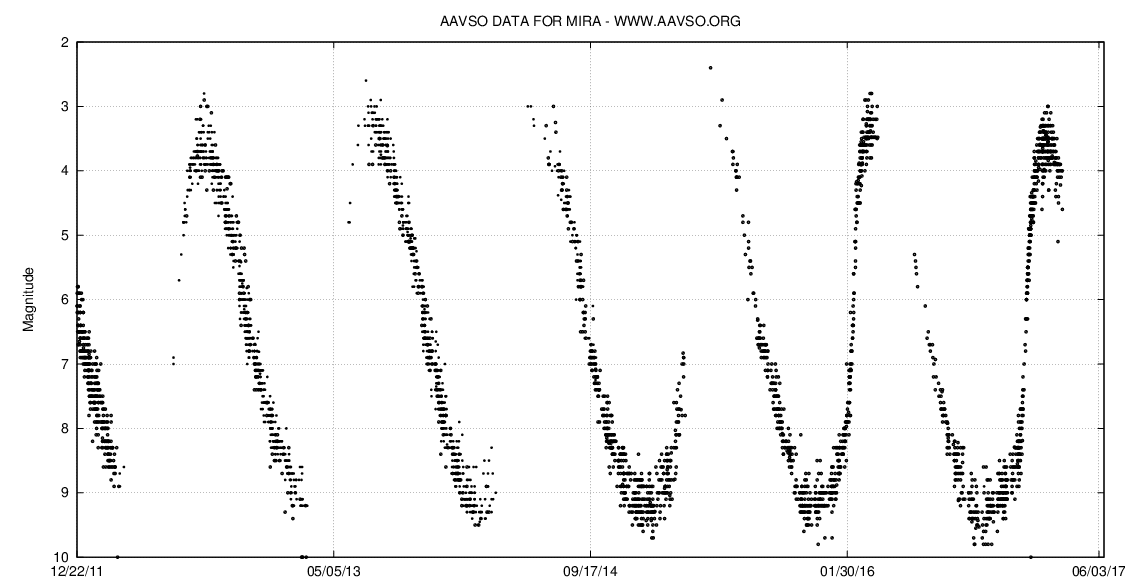
Regelmäßige AAVSO-Lichtkurve des Roten Riesen Mira

### AAVSO International Database
Die AAVSO-Datenbank enthält aktuell etwa 34 Millionen Beobachtungen veränderlicher Sterne, wobei einige Datenreihen über hundert Jahre zurückgehen. Jedes Jahr werden etwa eine Million neuer Daten durch 700 Beobachter in die Datenbank eingespeist. Über zwei Drittel aller Daten kommen dabei von außerhalb der USA. Aus den Daten lassen sich unter anderem Lichtkurven generieren.

### International Variable Star Index
Der Variable Star Index (VSX) ist ein Online-Katalog, der aktuell Daten von etwa 600.000 Sternen bereitstellt, wovon die meisten veränderlich sind. Dabei werden verschiedene andere Datenquellen wie zum Beispiel der General Catalogue of Variable Stars (GCVS) integriert und zusammengefasst. Dadurch enthält dieser Katalog eine große Datenmenge mit relativ aktuellem Stand, entspricht aber keiner homogenen Datenmenge, da die Quellen oft unterschiedlich sind. Der Katalog bietet ferner eine eigene Klassifikation veränderlicher Sterne, welche derjenigen des GCVS stark ähnelt, aber im Detail doch einige Abweichungen hat. Insgesamt ist die Anzahl an Veränderlichenklassen etwas höher als bei der aktuellen Version des GCVS.

## Organisation
Die AAVSO ist eine internationale Non-Profit-Organisation. Heute befindet sich der Sitz in Cambridge, Massachusetts mit Mitgliedern in über 100 verschiedenen Ländern. Damit ist sie die größte Vereinigung zur Beobachtung veränderlicher Sterne.

## Trivia
Der Kleinplanet (8900) AAVSO ist nach der Organisation benannt.